# David Myslivec
David Myslivec (* 14. Mai 1988) ist ein ehemaliger tschechischer Grasskiläufer. Er nahm bis 2008 an internationalen Wettkämpfen teil und startete bis 2010 noch im Tschechien-Cup.

## Karriere
David Myslivec nahm neben Wettkämpfen im Tschechien-Cup ab 2003 auch an FIS-Rennen teil, in denen er meist Platzierungen um Rang 30, aber nur selten unter den besten 20 erzielte. In den Jahren 2005, 2006 und 2008 nahm er an drei Juniorenweltmeisterschaften teil. Meist konnte er sich im hinteren Mittelfeld platzieren, sein bestes Resultat war der 21. Platz im Super-G 2005. Im Jahr 2007 nahm David Myslivec an der Weltmeisterschaft in Olešnice v Orlických horách teil. Dort belegte er mit Platz 52 in der Super-Kombination und Rang 57 im Slalom jeweils nur den viertletzten Platz. Im Riesenslalom wurde er disqualifiziert und im Slalom startete er nicht. Vier Wochen vor dieser Weltmeisterschaft bestritt er in Čenkovice seine ersten beiden und in der Saison 2007 einzigen Weltcuprennen, kam aber weder im Slalom noch im Riesenslalom unter die besten 30, weshalb er ohne Weltcuppunkte blieb. Im Juli 2008 nahm er wieder in Čenkovice an weiteren zwei Weltcuprennen teil. Diesmal erzielte er Platz 25 im Riesenslalom und Rang 19 im Slalom, womit er im Gesamtweltcup der Saison 2008 den 48. Platz belegte. In den Jahren 2009 und 2010 nahm Myslivec nur noch an Wettkämpfen im Tschechien-Cup teil, 2011 startete er auch in diesen nicht mehr.

## Erfolge

### Weltmeisterschaften
- Olešnice v Orlických horách 2007: 52. Super-Kombination, 57. Slalom

### Juniorenweltmeisterschaften
- Nové Město na Moravě 2005: 21. Super-G, 25. Riesenslalom
- Horní Lhota u Ostravy 2006: 27. Super-G
- Rieden 2008: 28. Riesenslalom, 31. Super-G

### Weltcup
- Eine Platzierung unter den besten 20